# Фаленопсис торочкуватий
Фаленопсис торочкуватий (Phalaenopsis fimbriata) — епіфітна трав'яниста рослина родини орхідних (Orchidaceae).

## Етимологія
Видова назва походить від латинського слова fimbriatus, a, um. Яке може бути перекладено, як: торочкуватих, облямований бахромою, кучерявий, кучерявий.
Вид не має усталеного російської назви, в російськомовних джерелах зазвичай використовується наукова назва  Phalaenopsis fimbriata.
Англійська назва - The Fimbriate Phalenopsis.

## Синоніми
- Phalaenopsis fimbriata f. Alba O. Gruss & Roellke ex Christenson 2001
- Phalaenopsis fimbriata subsp. Sumatrana (J.J.Sm.) Christenson 2001
- Phalaenopsis fimbriata var. Sumatrana J.J.Sm. 1932
- Polychilos fimbriata (JJ Sm.) Shim 1982

## Природні варіації
- Phalaenopsis fimbriata var. Sumatrana (J. J. Smith 1932). Синонім: Phalaenopsis fimbriata var. Tortilis (Grusss & Rôllke 1992) 
 Квітка на 1 / 3 більше, ніж у типової форми. Зустрічається тільки на Суматрі, на висотах від 700 до 1300 метрів над рівнем моря, іноді будучи сусідами з Phalaenopsis viridis.
- Phalaenopsis fimbriata var. Alba (Grusss & Röllke 1992) 
 Квітка цілком білий.

## Біологічне опис
Дрібна моноподіальна рослина. 
 Стебло укорочене, приховане основами листя. 
 Коріння довге, звивисте, гладке. 
 Листя злегка вигнуте, довгасто-овальне, таке, що звужується до основи, довжиною 15-25 см, шириною від 4 до 7 см. 
 Квітконіс вигнутий, розгалужених, може нести до 20 квіток. 
 Квіти ароматні, від 2,5 до 4 см в діаметрі. Забарвлення від білого до світло-жовтого або зеленуватого по краях, губа біла з рожевим плямою, рожеві плями можуть прикрашати центри нижніх сепалій.

## Ареал, екологічні особливості
Острови Ява, Суматра і Саравак. 

Росте на покритих мохом вапнякових скелях і деревах на висотах від 790 до 1300 метрів над рівнем моря. Цвіте в кінці літа, восени. 
 У природі рідкий. Відноситься до числа видів, що охороняються (другий додаток CITES).

## Історія опису
Вперше знайдений на острові Ява. Описано данським ботаніком Йоханнесом Смітом.

## У культурі
Температурна група - тепла. Для нормального цвітіння обов'язковий перепад температур день/ніч в 5-8°С.
Вимоги до освітлення: 1000-1400 FC, 10760-15064 lx.
Відносна вологість повітря 65-80%.
Додаткова інформація про агротехніку у статті Фаленопсис.
Вид активно використовується в гібридизації.

## Деякі первиннігібриди(грекси)
- Agus Ligo - Phal. fimbriata х Phal. javanica (Atmo Kolopaking) 1979
- Ambriata - Phal. amabilis х Phal. fimbriata (Fredk. L. Thornton) 1981
- Bimantoro - Phal. wilsonii х Phal. fimbriata (Atmo Kolopaking) 1979
- Boen Soepardi - Phal. fimbriata х Phal. schilleriana (Atmo Kolopaking) 1982
- Borobudur - Phal. equestris х Phal. fimbriata (Atmo Kolopaking) 1980
- Corbriata - Phal. cornu-cervi х Phal. fimbriata (Fredk. L. Thornton) 1968
- Didi - Phal. fimbriata х Phal. celebensis (Atmo Kolopaking) 1985
- Elaine-Liem - Phal. fimbriata х Phal. amboinensis (Atmo Kolopaking) 1972
- Fimbritrana - Phal. sumatrana х Phal. fimbriata (Dr Henry M Wallbrunn) 1970
- Green Imp - Phal. fimbriata х Phal. parishii (Fredk. L. Thornton) 1973
- Green Valley - Phal. fimbriata х Phal. micholitzii (Fredk. L. Thornton) 1972
- Java - Phal. fimbriata х Phal. violacea (Fredk. L. Thornton) 1970
- Jiro Sumichan - Phal. fimbriata х Phal. pantherina (Atmo Kolopaking) 1981
- Kuanida Kristanto - Phal. stuartiana х Phal. fimbriata (Atmo Kolopaking) 1976
- Manbriata - Phal. mannii х Phal. fimbriata (Fredk. L. Thornton) 1968
- Memoria Frederick Thornton - Phal. fimbriata х Phal. cochlearis (Dr Stephen A Pridgen) 1985
- Sandriata - Phal. sanderiana х Phal. fimbriata (Fredk. L. Thornton) 1980
- Vista Freckles - Phal. fimbriata х Phal. mariae (G & B Orchid Laboratory (John Ewing Orchids, Inc.)) 1984
- Widodo - Phal. corningiana х Phal. fimbriata (Atmo Kolopaking) 1981